# Iglesia de la Cienciología
La Iglesia de la Cienciología (en inglés, Church of Scientology) es un grupo de entidades corporativas interconectadas y otras organizaciones dedicadas a la práctica, la administración y la difusión de la cienciología, que se define de diversas maneras como una secta, un negocio o un nuevo movimiento religioso. El movimiento ha sido objeto de varias controversias, y la Iglesia de la Cienciología ha sido descrita por investigaciones gubernamentales, organismos parlamentarios internacionales, académicos, juristas y numerosas sentencias de tribunales superiores como una secta peligrosa y un negocio manipulador con ánimo de lucro. En 1979, varios ejecutivos de la Iglesia fueron condenados y encarcelados por múltiples delitos por un Tribunal Federal de Estados Unidos. La propia Iglesia fue condenada por fraude por un tribunal francés en 2009, una decisión confirmada por el Tribunal Supremo de Casación en 2013. El gobierno alemán clasifica a la Cienciología como una secta anticonstitucional. En Francia, ha sido clasificada como una secta peligrosa. En algunos países, ha logrado obtener el reconocimiento legal como religión.
La Iglesia de Cienciología Internacional (Church of Scientology International, CSI) es oficialmente la casa matriz de la Iglesia de Cienciología, y es responsable de dirigir a las iglesias locales de la cienciología.  Su sede internacional se encuentra en la Base de Oro, en una zona no incorporada del condado de Riverside (California), cerca de San Jacinto. Scientology Missions International depende de la CSI y supervisa las misiones de la cienciología, que son organizaciones locales de cienciología más pequeñas que las iglesias. La Iglesia de Tecnología Espiritual (CST) es la organización que posee todos los derechos de autor de la herencia de L. Ronald Hubbard.
Todas las organizaciones de gestión de la Cienciología están controladas exclusivamente por los miembros de la Organización del Mar, que es una organización paramilitar legalmente inexistente para el "núcleo de élite más dedicado de los cienciólogos". David Miscavige es el oficial de mayor rango de la Organización del Mar, con el grado de capitán.

## Historia
La primera iglesia de la cienciología se constituyó en diciembre de 1953 en Camden, Nueva Jersey por L. Ron Hubbard, su esposa Mary Sue Hubbard, y Galusha John, aunque desde 1952 ya operaba la Hubbard Association of Scientologists International (HASI) y Hubbard vendía libros de cienciología entre otros artículos. Poco después, Hubbard explicó la naturaleza religiosa de la cienciología en un boletín a todos los cienciólogos, haciendo hincapié en la relación de esta con el Dharma. La primera iglesia de la cienciología se abrió en 1954 en Los Ángeles.
Hubbard explicó que: "Una civilización sin demencia, sin criminales y sin guerra, donde el capaz pueda prosperar y los seres honestos puedan tener derechos, y donde el hombre sea libre para elevarse a mayores alturas, son los objetivos de la cienciología".
Hubbard tuvo el control oficial de la organización hasta el año 1966, cuando esta función se transfirió a un grupo de ejecutivos. Aunque Hubbard no mantuvo una relación formal con la administración de la Iglesia de la cienciología, se mantuvo firmemente en control de la organización y de sus organizaciones afiliadas.
En mayo de 1987, tras la muerte de Hubbard, David Miscavige, uno de los ex asistentes personales de Hubbard y fotógrafo, asumió el cargo de presidente de la junta directiva del Religious Technology Center (RTC), una corporación sin fines de lucro que administra los derechos de autor sobre el material y las marcas registradas de la cienciología y la Dianética. A pesar de que el RTC es una corporación distinta a la Church of Scientology International, cuyo presidente y principal portavoz es Heber Jentzsch, Miscavige es el líder efectivo del movimiento.
En España, está reconocida como religión oficial desde 2007, tras varias incidencias con la justicia española. En 2009, grupos organizados simpatizantes de la Iglesia de la cienciología fueron bloqueados en Wikipedia por la manipulación de contenido. En 2013 un tribunal francés condenó a la Iglesia de la cienciología «por estafa en banda organizada» después de que esta presentara un recurso posteriormente rechazado. En 2013, fue reconocida como religión oficial en Reino Unido por el Tribunal Superior Justicia.

## Número de seguidores
De acuerdo con una encuesta de afiliación religiosa realizada en 2001, unas 55 000 personas afirmaron ser cienciólogos en aquel momento. La American Religious Identification Survey, realizada en 2008, solo para Estados Unidos mostró que el número de cienciólogos se había reducido ese año a 25 000, un número análogo al que otorgó una encuesta realizada por el Trinity College el mismo año. La propia iglesia había afirmado ser «la religión de mayor crecimiento en el mundo», sin embargo, la mayoría de estudios muestran un declive en su membresía. La Iglesia de la cienciología en algún momento clamó tener 7 millones de miembros, aunque el dato parecía referirse a todas las personas que alguna vez participaron de alguna de sus conferencias o talleres. Actualmente la Iglesia no da datos concretos de su membresía, aunque Jeff Hawkins, quien desertó de la secta en 2011, aseguró que la membresía a nivel mundial era de 40 000 personas.

## Creencias
A diferencia de la mayoría de religiones, las creencias de la cienciología se les van dando a conocer a los seguidores poco a poco, a medida que estos van desembolsando durante años grandes cantidades de dinero, para ascender de nivel dentro de la organización. Una vez alcanzado el nivel denominado «Operating Thetan III», al seguidor se le hace entrega de los documentos escritos por L. Ron Hubbard. En ellos se menciona la historia de Xenu, un dictador extraterrestre que hace 75 millones de años supuestamente trajo a la Tierra millones de personas en naves espaciales, dejándolas en volcanes y matándolas con bombas de hidrógeno.
Los cienciólogos evitan hablar de Xenu en público. Algunos antiguos miembros, como el director de cine Paul Haggis, han abandonado la iglesia tras enterarse de estos documentos.

## Críticas

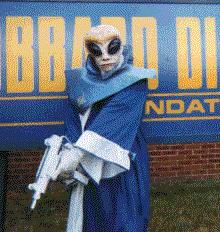
Una persona disfrazada de Xenu, durante una congregación de cienciólogos.

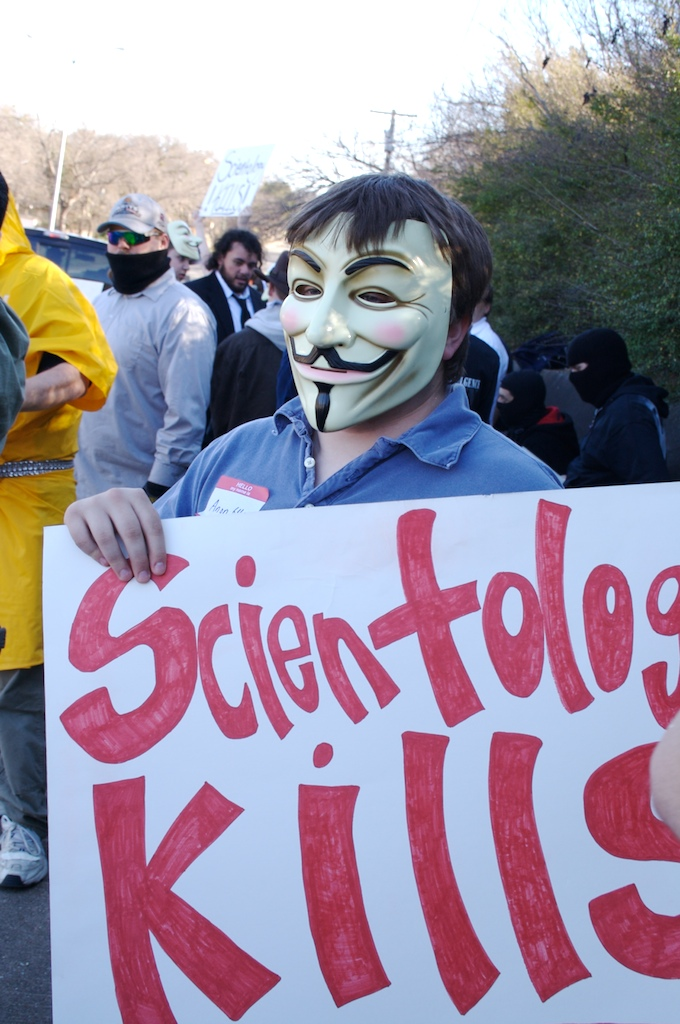
Protesta de Anonymous contra las prácticas de la Iglesia de la cienciología. Dallas, Texas, 10 de febrero de 2008.

Cabe destacar entre las recientes críticas a la Iglesia de la cienciología el Proyecto Chanology en 2008, con la participación de Anonymous y 4chan.
Ha sido objeto de gran controversia. Algunos autores la clasifican entre las sectas, otros la califican más bien como un movimiento esotérico, es decir, un movimiento religioso o pararreligioso de inspiración ocultista o gnóstica. Desde una perspectiva sociocultural, se la definió como un ejemplo de sistema terapéutico cuasi-religioso. Algunos críticos han considerado a la Iglesia de la cienciología como una empresa transnacional polifacética, una organización secular con fines de lucro que tiene en la religión uno de sus muchos componentes, y que incluye además aspiraciones políticas, empresas comerciales, producciones culturales, prácticas pseudo-médicas y pseudo-psiquiátricas.